# Acrocercops chalinosema
Acrocercops chalinosema là một loài bướm đêm thuộc họ Gracillariidae. Loài này có ở Java, Indonesia. Nó được miêu tả bởi E. Meyrick năm 1936. Ấu trùng ăn một loài chưa xác định của Bridelia.